# Noyers-Pont-Maugis
Noyers-Pont-Maugis är en kommun i departementet Ardennes i regionen Grand Est (tidigare regionen Champagne-Ardenne) i nordöstra Frankrike. Kommunen ligger  i kantonen Sedan-Ouest som ligger i arrondissementet Sedan. År 2022 hade Noyers-Pont-Maugis 670 invånare.

## Befolkningsutveckling
Antalet invånare i kommunen Noyers-Pont-Maugis
Referens: INSEE